# 托卡里夫
50°31′42″N 27°19′40″E / 50.52833°N 27.32778°E
托卡里夫（烏克蘭語：Токарів），是烏克蘭北部的村莊，隸屬日托米爾州的茲維亞赫爾區。該村始建於1859年，面積2.15平方公里，海拔高度222米，2001年人口805，人口密度每平方公里373.72人。